# Мали Мирашевац
Мали Мирашевац је насеље у Србији у општини Рача у Шумадијском округу. Новоформирано насеље Мали Мирашевац је настало издвајањем дела из насеља Мирашевац. Промена је установљена током 2007. године, а званично важи од 1. јануара 2008. године. Насеље Мирашевац је самим тим смањено издвајањем дела насеља од кога је настало ново насеље Мали Мирашевац.
Према попису из 2022. има 75 становника (према попису из 2011. било је 97 становника).

## Демографија
| Демографија | Демографија | Демографија |
| Година      | Становника  | Становника  |
| ----------- | ----------- | ----------- |
| 1948.       | 155         |             |
| 1953.       | 157         |             |
| 1961.       | 156         |             |
| 1971.       | 140         |             |
| 1981.       | 131         |             |
| 1991.       | 107         |             |
| 2002.       | 110         |             |
| 2011.       | 97          |             |
| 2022.       | 75          |             |